# Dialekt
En dialekt (fra græsk διάλεκτος, af diá = "fra hinanden, spredt" og lektos = afledt af legein = "at tale" ; dialektos phōnē/διάλεκτος φωνή = "talt sprog") på dansk også folkemål og folkesprog er en underinddeling af et sprog.
Et sprog kan bestå af flere dialekter, der almindeligvis er regionalt forankret. En socialt forankret dialekt kaldes sociolekt. Et enkelt individs sprog kaldes idiolekt.
Grænsen mellem begreberne dialekt og sprog er flydende (se nedenfor).

## Sprog eller dialekt
Grænsen mellem sprog og dialekter illustreres udmærket af, at de nordiske sprog lige så godt kunne beskrives som dialekter af samme sprog, idet kun historiske tilfældigheder har gjort, at de nordiske lande har udviklet hver sin sprogvariant. Hvis landene var forblevet forenet, havde de haft fælles rigssprog og retskrivning. En aforisme inden for sociolingvistikken siger, at et sprog er en dialekt med en hær og en flåde (med Max Weinreichs ord: "A sjprach iz a dialekt mit an armej un flot").